# مجلس فرماندهی انقلاب (مصر)
مجلس فرماندهی انقلاب یا مجلس فرماندهی انقلاب ۱۹۵۲ مصر (انگلیسی: Egyptian Revolutionary Command Council)
مجلسی است که در پی پیروزی انقلاب ۱۹۵۲ مصر با بیرون راندن فاروق یکم پادشاه مصر و سودان از مصر تشکیل شد. مجلس فرماندهی انقلاب با شورای شهنشاهی مصر به جای پادشاه صوری فؤاد دوم مصر که خردسال بود بر مصر حکومت کرد و پس از لغو پادشاهی مصر قدرت را کامل در دست گرفت.

## تاریخ
تمامی اعضای مجلس فرماندهی انقلاب به جز محمد نجیب که فرماندهی آن را پس از انقلاب به عهده داشت جزء خیزش افسران آزاد (تأسیس ۱۹۴۸م) بودند:
1. محمد نجیب
2. جمال عبدالناصر
3. انور سادات
4. عبدالحکیم عامر
5. جمال حماد
6. جمال سالم
7. صلاح سالم
8. زکریا محیی‌الدین
9. حسین الشافعی
10. عبداللطیف البغدادی
11. کمال‌الدین حسین
12. خالد محیی‌الدین
13. حسن ابراهیم

## حکمرانی بر مصر
مجلس فرماندهی انقلاب حکمرانی به مصر در کنار شورای پادشاهی از ۱۹۵۲ تا ۱۹۵۳ به عهده داشت و پس لغو پادشاهی در مصر در حکومت کردن بر مصر بی شریک شد.
محمد نجیب ریاست مجلس را از ۱۹۵۲ تا ۱۹۵۴ به عهده داشت و سپس جمال عبدالناصر از ۱۹۵۴ تا ۱۹۵۶ ریاست آن را عهده‌دار شد.

## پایان کار مجلس فرماندهی انقلاب
پایان کار این مجلس سال ۱۹۵۶ (میلادی) بود و پس از آن جمال عبدالناصر پیروز انتخابات شد و رئیس‌جمهور مصر شد.

## مجلس فرماندهیانقلاب ۱۹۵۲ مصر
| مجلس فرماندهی انقلاب ۱۹۵۲ مصر | مجلس فرماندهی انقلاب ۱۹۵۲ مصر | مجلس فرماندهی انقلاب ۱۹۵۲ مصر                   | مجلس فرماندهی انقلاب ۱۹۵۲ مصر | مجلس فرماندهی انقلاب ۱۹۵۲ مصر                       |
| ----------------------------- | ----------------------------- | ----------------------------------------------- | ----------------------------- | --------------------------------------------------- |
|                               |                               |                                                 |                               |                                                     |
| محمد نجیب                     | جمال عبدالناصر                | انور سادات                                      | عبدالحکیم عامر                | جمال سالم                                           |
| نخستین رئیس‌جمهور مصر          | رئیس‌جمهور مصر مابین ۱۹۵۳–۱۹۷۰ | رئیس جمهور مصر از ۱۹۷۰ تا ترورش در ۶ اکتبر ۱۹۸۱ | وزیر جنگ                      | وزیر حمل و نقل ۱۹۵۴ و در رأس دادگاه انقلاب ۱۹۵۲ بود |

| centre\|frameless\|189x189px | 150x150px                     |                   |                          |                    |  |
| صلاح سالم                    | زکریا محیی الدین              | حسین الشافعی      | عبد اللطیف البغدادی      | کمال الدین حسین    |  |
| سردبیر روزنامه جمهوریه       | نخست‌وزیر و نایب رئیس‌جمهور مصر | وزیر امور اجتماعی | وزیر امور شهری و روستایی | وزیر آموزش و پرورش |  |

|                          |                 |                                                                                   |                   |                       |
| یوسف صدیق                | حسن ابراهیم     | خالد محیی‌الدین                                                                    | عبدالمنعم أمین    | عبدالمنعم عبدالرؤوف   |
| عضو مجلس فرماندهی انقلاب | وزیر امور تولید | مؤسس حزب گردهمایی ملی پیشرو و وحدت‌گرا (به عربی:حزب التجمع الوطنی التقدمی الوحدوی) | فرمانده سواره‌نظام | از مجموعهٔ افسران آزاد |